# Gesine Schwan
Gesine Schwan (n. 22 mai 1943, Berlin, Germania Nazistă) este o politologă și o politiciană germană, membră a SPD, care a candidat în 2004 și în 2009 pentru funcția de președinte al Republicii Federale Germania. A predat științe politice la Freie Universität Berlin, fiind directoarea Institutului de Științe Politice Otto-Suhr din 1977 până în 1992, mai apoi fiind decan al instituției până în 1995.